# Beata Ulrika Flygare
Beata Ulrika Flygare, född Hallén, död 1849, var en svensk författare, boktryckare och tidningsutgivare. Hon utgav Carlskrona Weckoblad i Karlskrona 1821 och 1837-1849. 
Hon var fosterdotter till Maria Christina Strandell. Hon ärvde tidningen efter sin fostermor 1821, som överlät den på sin make Per Erik Flygare samma år, men därefter drev den som änka 1837-1849.